# 基基夫
49°46′49″N 24°57′25″E / 49.78028°N 24.95694°E
基基夫（烏克蘭語：Кийків），是烏克蘭西部的村莊，隸屬利維夫州的佐洛奇夫區。該村面積0.08平方公里，海拔高度287米，2001年人口36，人口密度每平方公里428.57人。